# FOUR score
El FOUR Score es una escala de calificación clínica diseñada para ser utilizada por personal médico en la evaluación de pacientes con deterioro del nivel de conciencia. Fue desarrollado por el Dr. Eelco FM Wijdicks y sus colegas especialistas en la atención de pacientes neurocríticos en la Clínica Mayo en Rochester, Minnesota . "FOUR" es un acrónimo de "Full Outline of UnResponsiveness" que se podría traducir como: Resumen completo de falta de respuesta".
La escala de FOUR se mide en 17 puntos (con puntajes potenciales que van de 0 a 16). La disminución de la FOUR score se asocia con un disminución del nivel de conciencia. El FOUR Score evalúa cuatro dominios de la función neurológica: respuestas oculares, respuestas motoras, reflejos del tronco encefálico y patrón de respiración.
El desarrollo del FOUR Score constituyó la creación de una escala de calificación clínica para la evaluación de pacientes con deterioro del nivel de conciencia que se puede utilizar en pacientes con o sin intubación endotraqueal. Históricamente, la principal escala de calificación clínica en uso para pacientes con deterioro del nivel de conciencia ha sido la escala de coma de Glasgow, que no se puede administrar a pacientes con un tubo endotraqueal (un componente de la escala de Glagow es la evaluación de las respuestas verbales, que no es posible en presencia de un tubo endotraqueal). 
La FOUR score ha sido validada con referencia a la Escala de Coma de Glasgow en varios contextos clínicos, incluida la evaluación por parte de personal sanitario en la Unidad de Cuidados Neurocríticos, y pacientes tanto de la unidad de cuidados intensivos médicos (UCI), como de Urgencias . La comparación de la confiabilidad entre observadores de la FOUR score y la escala de Glasgow, sugiere que la puntuación FOUR puede tener una ventaja modesta pero significativa en esta medida particular de la función de la prueba.
En general, la FOUR score tiene mejores propiedades bioestadísticas que la escala de coma de Glasgow en términos de sensibilidad, especificidad, precisión y valor predictivo positivo.
| Puntos | Respuesta ocular                                                    | Respuesta motora                                         | reflejos del tronco encefálico              | Respiración                                        |
| ------ | ------------------------------------------------------------------- | -------------------------------------------------------- | ------------------------------------------- | -------------------------------------------------- |
| 4      | Párpados abiertos o abiertos, rastreando o parpadeando para ordenar | Pulgar arriba, puño o signo de la paz                    | Reflejos pupilares y corneales presentes    | No intubado, patrón de respiración regular         |
| 3      | Párpados abiertos pero sin seguir                                   | Localizando al dolor                                     | Una pupila ancha y fija.                    | No intubado, patrón respiratorio de Cheyne-Stokes  |
| 2      | Párpados cerrados pero abiertos a la voz fuerte                     | Respuesta de flexión al dolor                            | Reflejos pupilares o corneales ausentes     | No intubado, respiración irregular                 |
| 1      | Párpados cerrados pero abiertos al dolor.                           | Respuesta de extensión al dolor                          | Reflejos pupilares y corneales ausentes     | Respira por encima de la frecuencia del ventilador |
| 0      | Los párpados permanecen cerrados con dolor.                         | Sin respuesta al dolor o estado de mioclono generalizado | Reflejo pupilar, corneal y tusígeno ausente | Respira a la frecuencia del ventilador o en apnea  |